# Co-op Live
Co-op Live es una arena deportiva multiusos en Mánchester, Inglaterra. Inaugurada en mayo de 2024, está diseñada para ser la arena de mayor capacidad (en configuración mixta) en todo el Reino Unido, incluso más grande que la contigua Manchester Arena, ubicada a tan sólo 3,2 kilómetros de distancia.
Hasta el 2022, el costo estimado del recinto era de £365 millones. Desarrolladores planearon incluir 32 bares, distintos restaurantes y centros nocturnos de entretenimiento como parte del complejo. Oak View Group es el operador en desarrollo junto con The Co-Operative Group.

## Diseño
La arena está diseñada para recibir eventos musicales, deportivos, comédicos y familiares, con una capacidad estándar de 20 500 espectadores y una máxima de 23 500 mediante configuración mixta, de los que al menos 7 500 asistentes se mantendrían en pista y el resto en gradas durante espectáculos escenificados. El interior del pabellón ha sido promovido como «esquematizado para ofrecer un sentimiento de estar en la discoteca más grande del Reino Unido».
Se tiene previsto realizar alrededor de 120 eventos anuales, de los que 100 serían del ámbito musical. El bosquejo del recinto está enfocado principalmente a la industria promotora de conciertos en vivo, que de acuerdo al director ejecutivo de Oak View Group, Tim Leiweke, el diseño «se realizó sobre recitales y siguió su curso en ese mismo punto», debido a que otros proyectos de arenas se han «comprometido de satisfacer a todos por igual».
En adición a eventos musicales y de entretenimiento, eventos deportivos para baloncesto, netball, tenis, esports y gimnasia se realizarían en el área de cancha, propuestos debido a que ya no se contaba con un espacio del tamaño apropiado para realizar campeonatos. Además, asientos inferiores retráctiles de la pista permitirían el acomodo de un circuito para hockey sobre hielo.

## Eventos
| Lista de conciertos celebrados en el Co-op Live | Lista de conciertos celebrados en el Co-op Live | Lista de conciertos celebrados en el Co-op Live | Lista de conciertos celebrados en el Co-op Live | Lista de conciertos celebrados en el Co-op Live |
| Año                                             | Fecha                                           | Artista                                         | Tour                                            | Asistencia                                      |
| ----------------------------------------------- | ----------------------------------------------- | ----------------------------------------------- | ----------------------------------------------- | ----------------------------------------------- |
| 2024                                            | 30 de mayo y 3 de junio                         | Nicki Minaj                                     | Pink Friday 2 World Tour                        | 11,290                                          |
| 2024                                            | 8 de agosto                                     | Justin Timberlake                               | Forget Tomorrow World Tour                      | 15,090                                          |
| 2024                                            | 27 de agosto                                    | Niall Horan                                     | The Show: Live on Tour                          | —                                               |
| 2024                                            | 21 de septiembre                                | Melanie Martinez                                | The Trilogy Tour                                | —                                               |
| 2024                                            | 1 de octubre                                    | Janet Jackson                                   | Together Again Tour                             | —                                               |
| 2024                                            | 27 de noviembre                                 | Charli XCX                                      | Brat Tour                                       |                                                 |
| 2025                                            | 7 de marzo                                      | Gracie Abrams                                   | The Secret of Us Tour                           |                                                 |
| 2025                                            | 13 y 14 de marzo                                | Sabrina Carpenter                               | Short n' Sweet Tour                             |                                                 |
| 2025                                            | 27 de mayo                                      | Tyler, the Creator                              | Chromakopia: The World Tour                     |                                                 |
| 2025                                            | 30 de junio y 1 de julio                        | Olivia Rodrigo                                  | Guts World Tour                                 |                                                 |
| 2025                                            | 19, 20, 22 y 23 de julio                        | Billie Eilish                                   | Hit Me Hard and Soft: The Tour                  |                                                 |